# オリンパス E-3

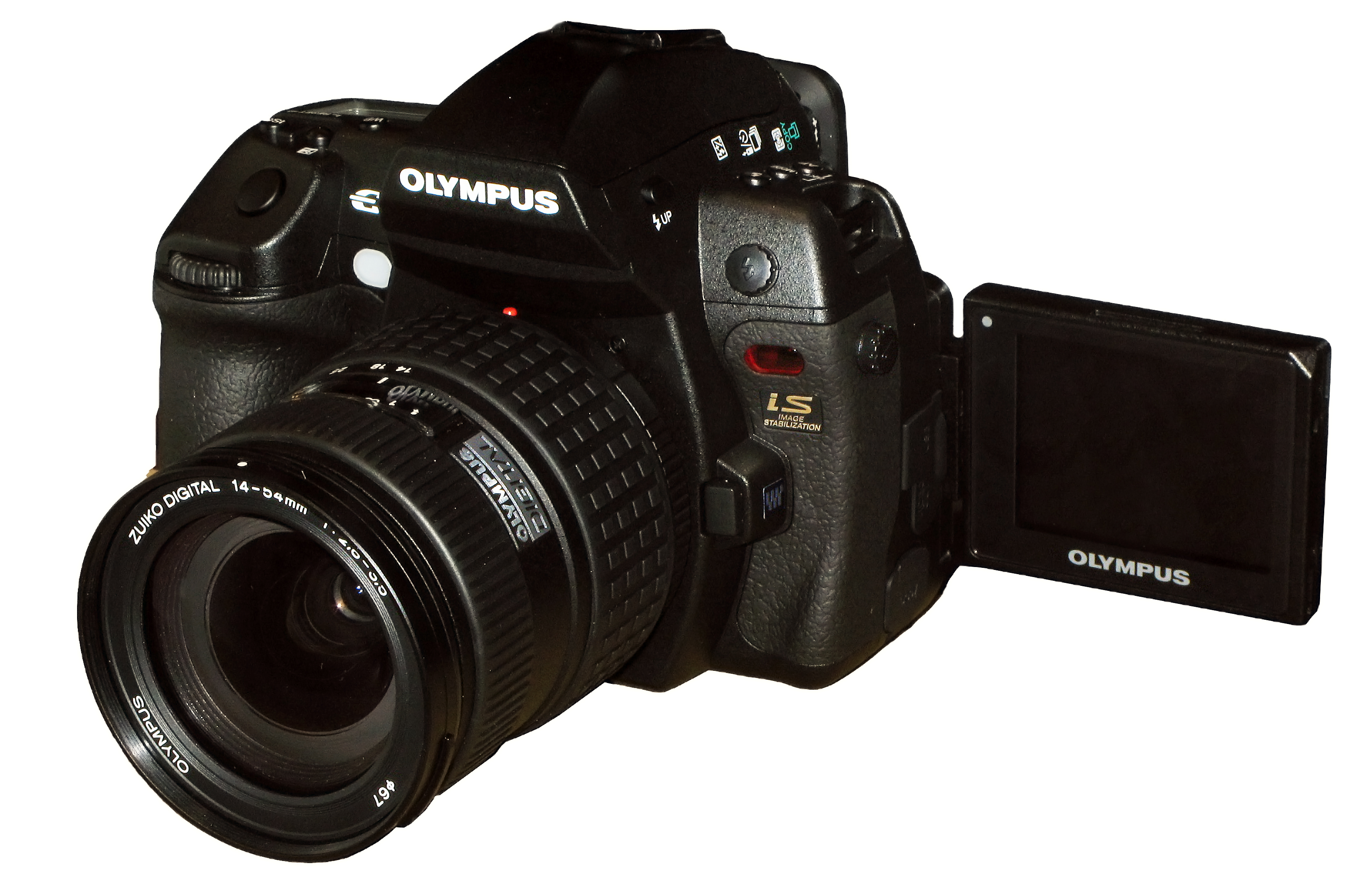
オリンパス E-3

オリンパス E-3は、オリンパス社の一眼レフデジタルカメラ。フォーサーズ・システムを採用している。2007年11月23日発売。

## 概要

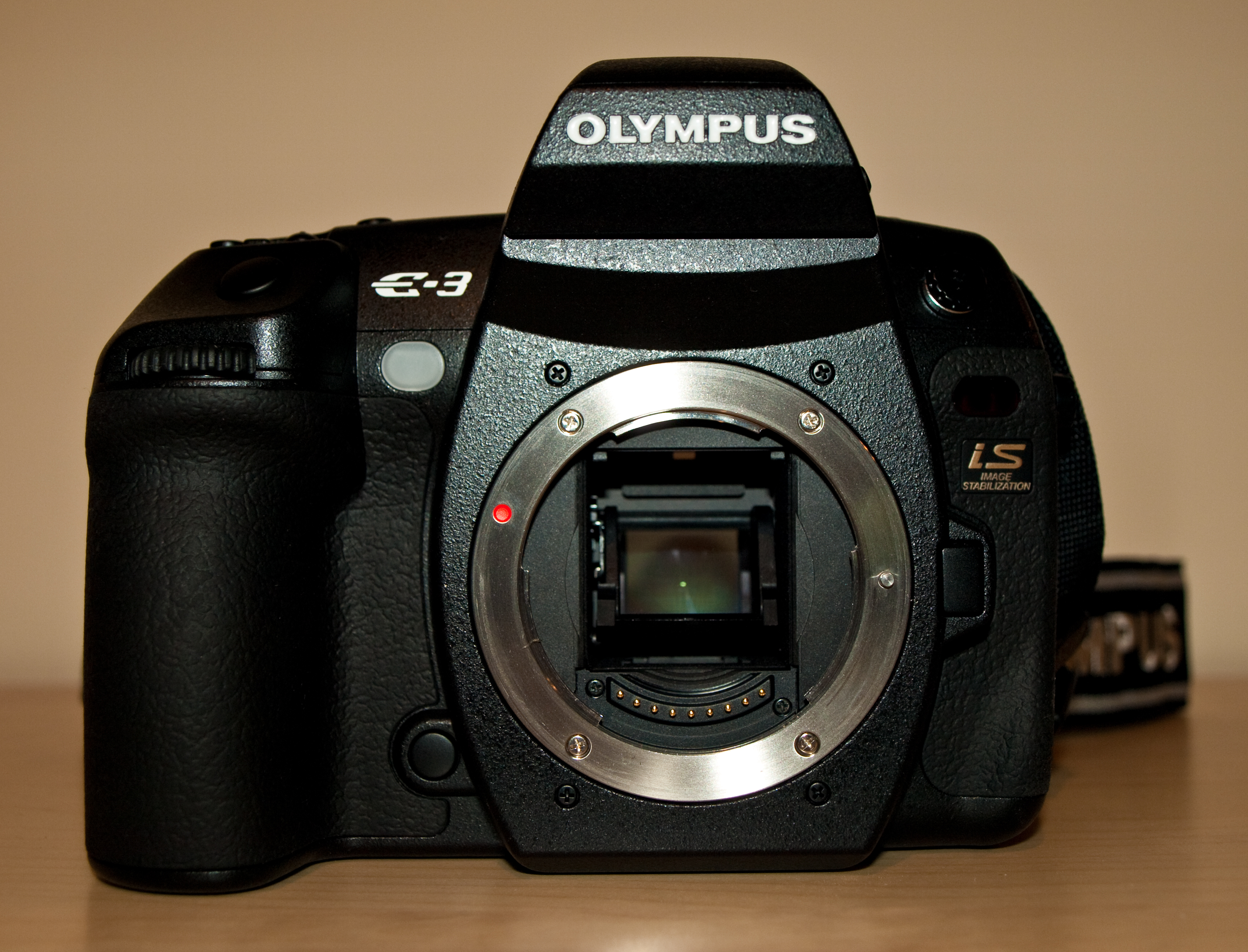
前面
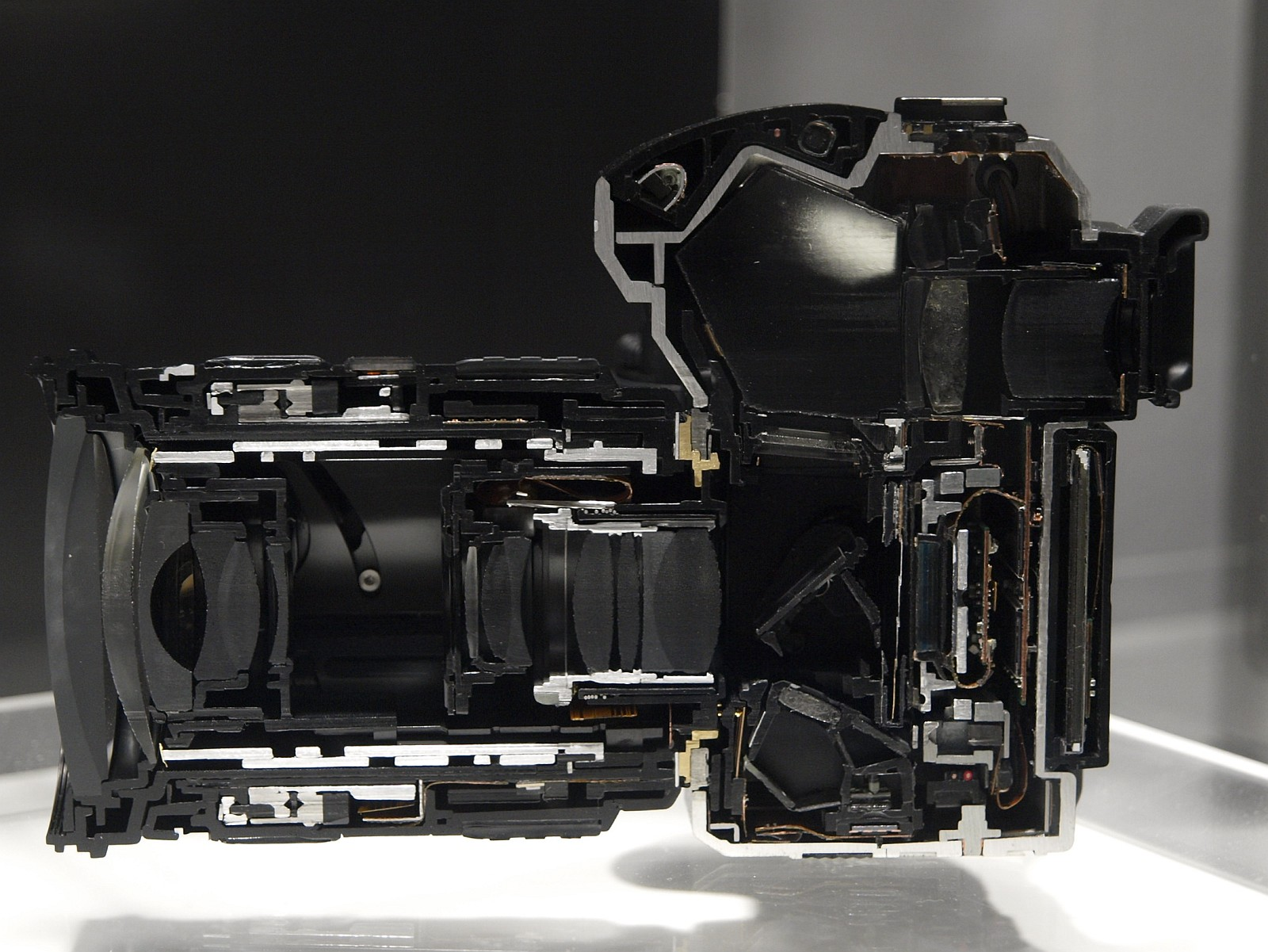
構造(断面)

オリンパス E-1以来のオリンパスE-システムのフラグシップ機。11点の測距点を全て十字型のクロスセンサーとし、また2列を半画素ずつずらす千鳥配置にしており、2007年11月現在、ズイコーデジタルED12-60mmF2.8-4.0SWDを装着した場合、世界最速オートフォーカスを達成している。撮像センサーは従来のLive MOSからハイスピード LiveMOSに変更されている。以前との違いはダイナミックレンジが広い、読み出し速度の向上など。また背面液晶はオリンパス E-330以来の可動液晶で上下だけでなくパナソニック LUMIX DMC-L10と同じ2軸回転方式になっている。撮像素子が相対的に小さいため長い間フォーサーズの弱点とされていたファインダーの小ささ、見えにくさが、大型ペンタプリズムの採用等で視野率約100%、倍率1.15倍と改善されている（ただし視野率はE-1で約100%を達成している）。防塵･防滴ボディを採用しフレームもチクソモールド方式によるマグネシウム合金の採用など苛酷な環境での信頼性も追求している。
名称がE-2ではなくE-3なのはE-1とE-3の間にもう1機種存在するべきで、2機種分の進化をしているためとしている。

## 仕様
| 項目                | 仕様内容 |
| ------------------- | --- |
| モデル              | E-3 |
| 撮像素子            | 4/3型ハイスピードLiveMosセンサー 17.3×13.0mm                                                                     |
| 有効画素数          | 1010万画素 |
| レンズマウント      | フォーサーズシステム・マウント                                                                                   |
| AF方式              | TTL位相差検出方式                                                                                                |
| 測距点              | 11点 |
| 測光方式            | TTL開放測光、49分割デジタルESP測光、中央重点平均測光、スポット測光、スポット測光ハイライト／シャドーコントロール |
| フォーカスモード    | シングルAF / コンティニュアスAF / MF / シングルAF+MF /コンティニュアスAF+MF                                      |
| 連続撮影            | 約5コマ/秒・16コマまで(RAW)、容量いっぱいまで(JPG)                                                               |
| ISO感度             | 1EVステップ、1/3EVステップ/AUTO / 100 / 200 / 400 / 800 / 1600/ 3200                                             |
| ホワイトバランス    | オート / プリセット 3000-7500k / カスタム / ワンタッチ                                                           |
| シャッター速度      | 60秒～1/8000秒（Mモード）、バルブ(最長30分)                                                                      |
| 手ブレ補正          | ボディ内手ブレ補正、シャッタースピードで最大5段分                                                                |
| ファインダー        | アイレベル一眼レフ方式 視野率約100%・倍率1.15倍・プレビュー可                                                    |
| 液晶モニタ          | 2軸回転方式2.5型ハイパークリスタル液晶(半透過型TFTカラー液晶)・23万画素                                          |
| 記録媒体            | CFカードType I/II(UDMA対応)、マイクロドライブ対応、xDピクチャーカード                                            |
| 電源                | 専用リチウムイオン電池 BLM－1                                                                                    |
| 本体サイズ（W×H×D） | 142.5(W)×116.5(H)×74.5(D)mm                                                                                      |
| 質量（本体のみ）    | 約810g |

## オリンパス・スペース・プロジェクト
オリンパス会社設立90周年記念行事として、E-3を用いて宇宙から地球を撮影したイベント。
これは国際宇宙ステーションの日本実験棟「きぼう」の有償利用によるもので、宇宙飛行士の若田光一がスペースシャトル・ディスカバリーのSTS-119ミッションにてE-3を「きぼう」へ持参、2009年4月5日に撮影を実施している。この際に「きぼう」棟内におけるE-3と若田光一の映像も撮影されており、日本人宇宙飛行士による「きぼう」有償利用の初事例とされている。
このE-3は安全基準を満たすため、電源としてリチウムイオン二次電池の代わりに単3乾電池とバッテリーホルダーの組み合わせが用いられている。また、レンズキャップは特別製の透明なものに変更されている。レンズはZUIKO DIGITAL 11-22mm F2.8-3.5 および ZUIKO DIGITAL ED 50-200mm F2.8-3.5 SWDが選択されている。